# هيرويوكي كينوشيتا
هيرويوكي كينوشيتا (بالكانا:きのした ひろゆき) هو ممثل ياباني، ولد في 23 أكتوبر 1958 في اليابان.

## أعمال

### أفلام
- (2009) المطارد الأسود

### مسلسلات
- كايجي

## وصلات خارجية
- هيرويوكي كينوشيتا على موقع IMDb (الإنجليزية)
- هيرويوكي كينوشيتا على موقع ANN person (الإنجليزية)